# Antonia Cruz
Antonia Cruz Subercaseaux (Santiago de Chile, 16 de marzo de 1984) es una artista visual y fotógrafa chilena que ha incursionado principalmente en el arte contemporáneo, la vanguardia chilena y el arte digital. Además, de acuerdo al crítico de arte Waldemar Sommer, parte del trabajo de Antonia se adscribe a la figuración presente en la plástica chilena.

## Vida y obra
Estudió licenciatura en artes visuales en la Universidad Finis Terrae, que complementaría posteriormente como alumna de Eugenio Dittborn y Miguel Soto en la Universidad de Chile, mientras que en el ámbito de la fotografía, sería introducida por Enrique Zamudio.
Su trabajo se caracteriza por la realización de «desplazamientos desde las artes visuales, trabajando desde la fotografía, la pintura y la manipulación digital de estas». De acuerdo a la crítico de arte Mimí Marinovic, en su obra Antonia Cruz «logra algo que tiene un sentido muy profundo: aparece lo humano, algo que hoy no se trabaja mucho. Su trabajo con rostros femeninos es finamente provocador, trabaja la ambigüedad».

### Exposiciones y distinciones
Entre sus exposiciones individuales son:
- “Conservatorio del tiempo“ galería  Patricia Ready, Santiago, Chile.
- “Remants+Fragments”, en galería Cleveland Print Room, Cleveland, Ohio, Estados Unidos, 2015.
- “Fotografía Intervenida” en  Mia, Milan Image Art. Superstudio Piú, Milan, Italia, 2012.
- “Catalepsia” en Galería ANIMAL. Santiago, Chile, 2009.

Ha participado en varias exposiciones colectivas durante su carrera, entre ellas:
- "Pattern & Design” galería BAYarts, Ohio, Estados Unidos, 2016; "Third Person”, galería Cleveland Print Room. Cleveland, Ohio, Estados Unidos, 2015; "The map of the new art", Ojo Andino Chile, Fondazione Cini, Venecia. Italia, 2015;  “6 Interventions”, Creative Fusion Event. ArtCraft Building, Cleveland, Ohio, Estados Unidos, 2015; “Intervenciones” galería Patricia Ready, Santiago, Chile, 2013; “Interstices”, Kochi-Muziris Bienal,  galería Hallegua, Kochi, India, 2013; “Divergencias”, Centro Cultural de Chile, Buenos Aires, Argentina, 2012; Open studio Glogauair Artist Residence Program, Berlín, Alemania, 2012;  “Sujeto-Predicado”, galería Vértice, Lima, Perú, 2011; Feria de fotografía contemporánea “LimaPhoto”, Centro de la Imagen, Lima, Perú, 2011; “Antología de fotógrafos chilenos” en Museo Arte Contemporáneo, sede Parque Forestal, Santiago, Chile, 2011; “Entering the 4th Dimension” BAC!, Festival Internacional de Arte Contemporáneo, Barcelona, España. 2010;  Vacuna: “El virus debilitado” en la Galería Wschodnia, Lodz, Polonia, 2010; “SCL 2110”, Museo de Arte Contemporáneo, Sede Quinta Normal. Santiago, Chile. 2010;  “Pandora's Boxes” BAC!, Festival Internacional de Arte Contemporáneo, Barcelona, España. 2009; “O Tempo Contaminado/ El Tiempo Contaminado” en Galería Atelier Subterránea., Porto Alegre, Brasil, 2009.

El año 2009 recibió el Premio AICA —otorgado por la Asociación Internacional de Críticos de Arte— junto a Elisa García de la Huerta, Felipe Cusicanqui, Raimundo Edwards y Faiz Mashini; mientras que el año 2010 recibió una nominación al Premio Altazor de las Artes Nacionales en la categoría fotografía por Catalepsia, donde ocupó la técnica del fotomontaje para intervenir una serie de obras chilenas del siglo XVIII.